# Fuchs (Schiff, 1906)
Die Fuchs war ein Tender und Artillerieschulboot der deutschen Kaiserlichen Marine und der Reichsmarine.

## Kaiserliche Marine
Das Boot wurde unter dem Haushaltsnamen „Tender A“ im Dezember 1904 bei der Werft Jos. L. Meyer in Papenburg bestellt, wo es am 29. Juli 1905 auf den Namen Fuchs getauft vom Stapel lief. Das Schiff war 42,9 m lang und 8,3 m breit, hatte 3 m Tiefgang und verdrängte 638 t. Es war mit zwei 10,5-cm-Schnellfeuerkanonen und zwei 8,8-cm-Schnellfeuerkanonen bewaffnet. Die Maschinenanlage erzeugte 1100 PS und ermöglichte eine Höchstgeschwindigkeit von 12 Knoten. Die Besatzung zählte 51 Mann.
Die Fuchs wurde am 3. Februar 1906 in Dienst gestellt und der „Inspektion der Schiffsartillerie“ zugeteilt, mit Sonderburg als Heimathafen, wo sie dem Großen Kreuzer und Artillerie-Versuchsschiff Prinz Adalbert als Tender diente. Dort wurde sie zum Schleppen von Seezielscheiben, zur Sicherung des Schießgebiets, zur Versorgung der schießenden Schiffe und als Schulboot verwendet. Im Mai 1907 kollidierte die Fuchs mit dem seit 1906 als Schulschiff bei der Inspektion der Schiffsartillerie stehenden Linienschiff Schwaben, und das Boot musste zur Reparatur ins Dock. In den letzten Vorkriegsjahren, 1913 und 1914, wurde das Schiff auch zu Küstenerkundungsfahrten eingesetzt.
In der Julikrise 1914, die zum Ausbruch des Ersten Weltkriegs führte, wurde die Fuchs im August 1914 der Hafenflottille der Elbe zugeteilt, die am 1. Juni 1917 in Vorpostenflottille der Elbe umbenannt wurde. Vom Herbst 1917 bis zum Ende des Krieges diente das Schiff bei der Nordseevorpostenflottille als Führerboot der I. Halbflottille.

## Reichsmarine
Nach Kriegsende wurde das Schiff in die Reichsmarine übernommen, wo es ab 1. April 1922 als Schulboot und Tender bei der Schiffsartillerie-Schule eingesetzt war. Erster Kommandant in dieser Zeit (April 1922 bis 2. Juni 1925) war der Oberleutnant zur See und spätere Generalleutnant der Luftwaffe Herbert Olbrich (1897–1976).
Das Schiff wurde am 12. Mai 1928 außer Dienst gestellt, am 3. Mai 1929 zum Abwracken verkauft und im gleichen Jahr in Wilhelmshaven abgewrackt. Die Aufgaben des Schiffes wurden von dem 1919 gebauten und 1928 zum Flakartillerie-Schulboot und Tender umgebauten ehemaligen Minensuchboot M 130 wahrgenommen, das am 12. Mai 1928 ebenfalls den Namen Fuchs erhielt.